# Cupanoscelis clavipes
Cupanoscelis clavipes är en skalbaggsart som beskrevs av Pierre Émile Gounelle 1909. Cupanoscelis clavipes ingår i släktet Cupanoscelis och familjen långhorningar. Inga underarter finns listade i Catalogue of Life.